# Fryčovice
Fryčovice är en ort i Tjeckien.   Den ligger i distriktet Okres Frýdek-Místek och regionen Mähren-Schlesien, i den östra delen av landet, 280 km öster om huvudstaden Prag. Fryčovice ligger 263 meter över havet och antalet invånare är 2 353.
Terrängen runt Fryčovice är platt åt nordväst, men åt sydost är den kuperad. Runt Fryčovice är det tätbefolkat, med 659 invånare per kvadratkilometer. Närmaste större samhälle är Ostrava, 19,1 km norr om Fryčovice. Trakten runt Fryčovice består till största delen av jordbruksmark.